# Plebejus casaiacus
Plebejus casaiacus är en fjärilsart som beskrevs av Chapman 1907. Plebejus casaiacus ingår i släktet Plebejus och familjen juvelvingar. Inga underarter finns listade i Catalogue of Life.